# Parlamentswahl in Lesotho 2002
Die Parlamentswahl in Lesotho 2002 fand am 25. Mai im Königreich Lesotho statt. Gewählt wurde die Nationalversammlung, die den Premierminister und damit die Regierung wählt. Erstmals wurde die Mandatsverteilung nach einem kombinierten Mehrheits- und Verhältniswahlrecht bestimmt.

## Ausgangslage
Die Sitzverteilung nach den letzten Wahlen 1998 war wie folgt: Lesotho Congress for Democracy (LCD) 79, Basotho National Party (BNP) 1. Seit 1998 hatte damit der Politiker Bethuel Pakalitha Mosisili das Amt des Premierministers inne. Er gehörte dem LCD an, den er als Abspaltung von der Basutoland Congress Party (BCP) gegründet hatte. Nach den Wahlen 1998 gab es eine Verfassungskrise, die von den unterlegenen Oppositionsparteien initiiert worden war und in deren Verlauf die öffentliche Ordnung zum Erliegen kam. Erst mit dem Einsatz südafrikanischer und botswanischer Truppen konnte die demokratisch gewählte Regierung wieder eingesetzt werden. In der Folge wurde als provisorisches Parlament die Interim Political Authority (etwa „Politisches Übergangsgremium“) gebildet, die ein neues Wahlrecht verabschiedete. Neben 80 Direktkandidaten wurden daher 2002 erstmals 40 Listenkandidaten gewählt, die Parteien angehörten, die nach Direktmandaten – auf die Zahl von 120 Abgeordneten berechnet – unterproportional vertreten waren.
Im Oktober 2001 spaltete sich der Lesotho People’s Congress (LPC) mit 27 Abgeordneten vom LCD ab.
831.315 Wahlberechtigte wurden vor den Wahlen registriert. Die meisten Parteien hatten ihre Vorsitzenden auf die vorderen Positionen gesetzt, der prominente LPC-Politiker Shakhane Mokhehle, Bruder des verstorbenen früheren Premierministers Ntsu Mokhehle, rechnete jedoch fest mit einem Direktmandat und war kein Listenkandidat.

## Ablauf
Zur Wahl standen Kandidaten in den 80 Wahlkreisen sowie Politiker auf Wählerlisten für die übrigen 40 zu vergebenen Sitze. Die Wahl fand am 25. Mai 2002 (Sonnabend) statt. Die Wahlen wurden von Vertretern der SADC beobachtet.

## Ergebnis
Der LCD gewann die Wahl mit 54,8 % der Stimmen. Die Wahlkreisabgeordneten stammten aus zwei Parteien: 77 vom LCD und Kelebone Maope vom LPC. In den zwei vakanten Wahlkreisen wurden bei Nachwahlen zwei weitere LCD-Abgeordnete gewählt. Die BNP erhielt mit 22,4 % die zweithöchste Stimmenzahl. Über Parteilisten wurden folgende Mandate vergeben: BNP 21, National Independent Party (NIP) 5, LPC 5, Basutoland African Congress (BAC) 3, BCP 3, Lesotho Workers’ Party (LWP), Popular Front for Democracy (PFD), Marematlou Freedom Party (MFP) und National Progressive Party (NPP) je 1. Mokhehle verfehlte das Direktmandat um neun Stimmen.
Damit stellten der LCD 79 der 120 Mandate. Erstmals errangen zehn Frauen – alle vom LCD – Direktmandate, zwei Frauen wurden als Listenkandidatinnen gewählt.
554.386 Personen (66,7 % der Wahlberechtigten) nahmen an der Wahl teil. Die Wahlen wurden national und international als frei und fair anerkannt.

## Folgen
Mosisili konnte nach dieser Wahl Premierminister bleiben. 2006, ein Jahr vor der nächsten Wahl, spaltete sich die All Basotho Convention (ABC) unter Tom Thabane vom LCD ab.